# Unser Fritz Falls
Die Unser Fritz Falls sind ein Wasserfall im Westland-Nationalpark in der Region West Coast auf der Südinsel Neuseelands. Mit 105 Metern ist er der längste Wasserfall im Tal des Franz-Josef-Gletschers. Gespeist wird er durch die Schmelzwassermassen des Fritz-Gletschers, des Baumann-Gletschers und des Andermatten-Gletschers in der Fritz Range der Neuseeländischen Alpen.
Am dichtesten nähert man sich dem Wasserfall über den Fanz Josef Glacier Walk vom Parkplatz am Ende des Zufahrtsweges zum Franz-Josef-Gletscher. Die beste Sicht bietet sich nach einer Gehzeit von etwa 15 Minuten.